# Teriyaki Boyz
Teriyaki Boyz er en japansk hiphopgruppe, fra Yokohama, som består af Ryo-Z, Verbal, Ilmari og Wise. Gruppen blev grundlagt af den japanske DJ og modedesigner Nigo, hvorefter gruppen udgav albummet Beef or Chicken? hvor Pharrell Williams medvirker på sangen Cho Large. Teriyaki Boyz fik deres internationale gennembrud med "The Fast and the Furious: Tokyo Drift"-soundtracket.
Teriyaki betyder, oversat til dansk, "grillkylling".

## Diskografi
- Beef or Chicken? (16. november 2006)

## Links
- Official site Arkiveret 16. juni 2006 hos  Wayback Machine

| Musikgruppe | Spire Denne artikel om en musikgruppe er en spire som bør udbygges. Du er velkommen til at hjælpe Wikipedia ved at udvide den. |